# Prémio Adolfo Simões Müller

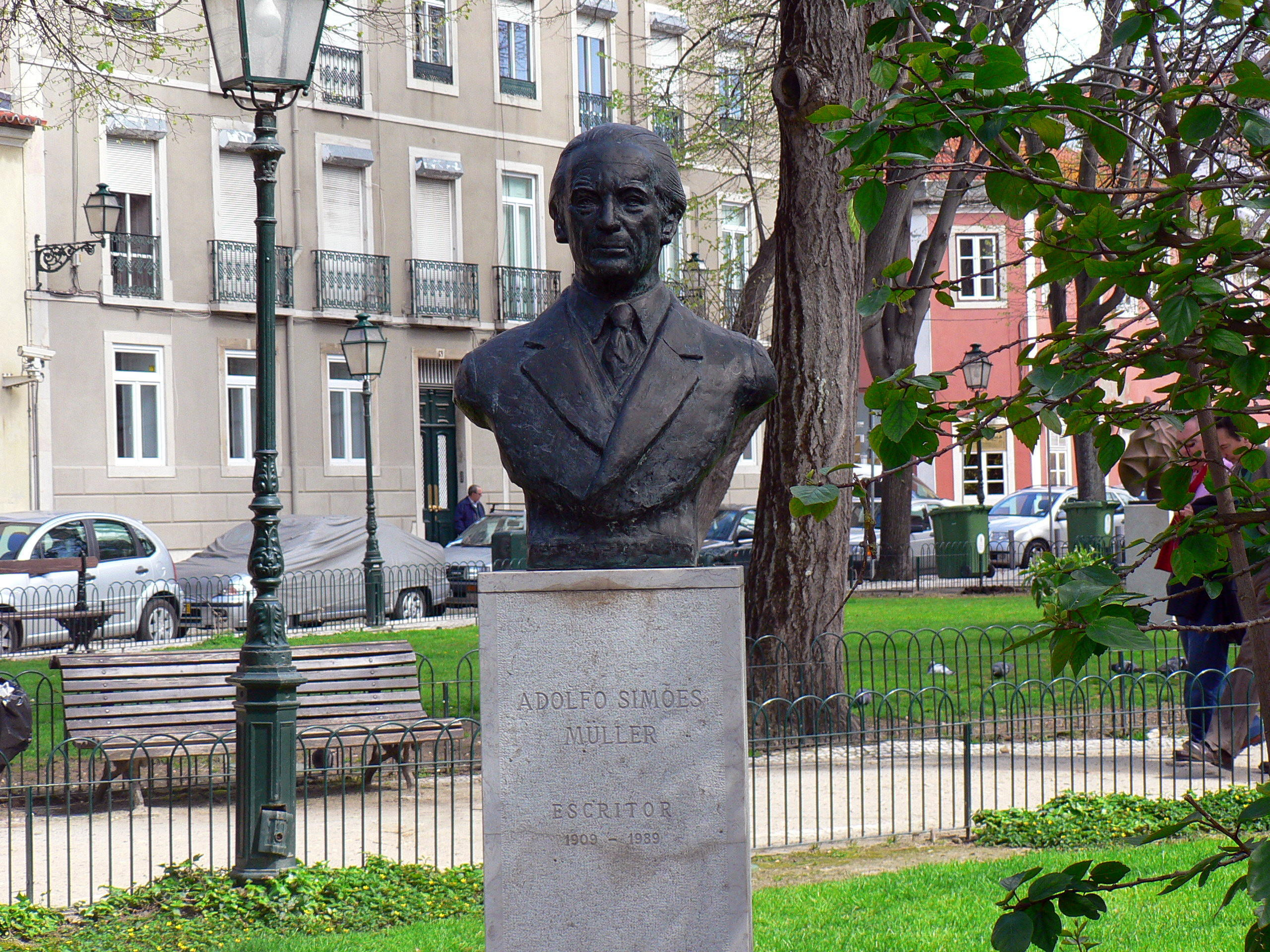
Estátua de Adolfo Müller em Lisboa

Em 1990, a Editorial Verbo instituiu um prémio com o nome do escritor Adolfo Simões Müller, como homenagem à memória desse mestre da literatura infantil e como estímulo à revelação de novos autores.

## Prémios
- 1991 - O Mistério dos Cães Desaparecidos  de Ana Maria Meireles
- 1992 - A história de Davidim de Luís da Silva Pereira[1]
- 2000 - Rubens e a Companhia do Espanto em O Caso da Mitra Desaparecida de António Garcia Barreto

## Menções Honrosas
1993 - Três Semanas com a Avó (Ana Saldanha)